# Marceau Esquieu
Marceau Esquieu, in occitano Marcèu Esquieu, (Hautefage-la-Tour, 19 marzo 1931 – Agen, 2 gennaio 2015) è stato uno scrittore e poeta francese di lingua occitana.

## Biografia
Professore di lettere classiche e occitano a Villeneuve-sur-Lot dal 1957 al 1992, Marceau Esquieu non ha mai smesso di far conoscere, e di scrivere lui stesso, in vari registri, la lingua dei suoi antenati. Nel 1973 fondò e animò la Escòla occitana d'Estiu (Occitan Summer School), con cari amici, anch'essi autori, come Cristian Rapin (Christian Rapin) o Joan Rigosta (Jean Rigouste) : prima a Villeneuve-sur-Lot, poi nella vecchia scuola del villaggio di Picapol (Piquepoul), trasformata in un centro culturale occitano permanente, ora al liceo di Ostale a Villeneuve-sur-Lot. Moltiplicando così le azioni editoriali e mettendo in luce gli autori occitani di Lot-et-Garonne come Jacques Boé dit Jasmin, ma anche Paul Froment (1875-1898), Arnaud Daubasse (1660-1720) e molti altri.
Marceau Esquieu ha partecipato a numerosi programmi educativi televisivi sull'occitano ( parlar occitano ), prodotto da FR3 Aquitaine dal 1983 al 1985. Ha scritto e dettato i testi della serie Istòrias d'Aquitania (1985), nonché i testi delle canzoni interpretate da Jacmelina, Éric Fraj, Bernat Dauphiné.
Il suo lavoro personale, notizie, storie, ricordi, teatro, poesia, è sparso in una moltitudine di pubblicazioni, come in Camins d'Estiu, il bollettino di Escòla occitana ma è stato infine raggruppato dall'Institute of Occitan Estudis.
Un altro aspetto essenziale del lavoro di Marceau Esquieu riguarda l'oralità : è uno storyteller che, con Thérèse Duverger, ha fatto tournée nelle scuole e in molti luoghi ben oltre la sua regione di origine, producendo anche diversi CD che raccolgono le sue creazioni orali ( Contes de las Doas Bocas, Tales for two voice, Nuèit contarèla, Nuit aux Contes).

## Opere
Prosa e poesia
- Un cannone nato dalla terra, Forra-Borra, 1971.
- Cançons pels drollets, Forra-Borra, 1972.
- La còsta de Pujòls, quasernet Forra Borra, 1973.
- A parole menuts, Forra-Borra, 1974.
- Tendre Potache, Forra Borra, 1974.
- Mas cançons, quasernet Forra-Borra, 1975.
- L'agram forcut, Forra Borra, 1976.
- Una propensione a dire, EOE, 1977.
- Calabrun, fumetto, con C. Rapin, disegni J.-M. Ciochetti, Cap e Cap, 1975.
- Catasto ; Forra-Borra, 1978.
- Agenais Occitan, 1050-1978, con J Rigouste e C. Rapin, EOE, 1978.
- Lo libre di Paul Froment, 2 vol., EOE, 1986, 1988.
- E il nostro fotèm mortale!, illustrazioni di Jean-Claude Pertuzé, IEO, A TOTS, 1990.
- Racconti a due voci, EOE, 1992.
- Contes de las doas Bocas, CRDP, Tolosa, 1993.
- Òbras complete, Institute of Occitan Estudis:

Dels camins bartassièrs (Pròsa), 2003
Mos Trastèls (Òbra teatrala)
Talveradas (Pròsa), 2004
Da Cric a Crac (Òbra contada)
Sembla Vida (Òbra poetica)
Teatro
- Televisione, operà bofanaire, musica di Pèire Capdeville, Forra Borra, 1971.
- Viva El !, Farcejada electorala e Republicana, Forra Borra, 1974.
- Al Velhada: comedia dramatica, Forra Borra, 1975.
- Per la clòsca, o la grèfa de cervèl ! , Farcejada, Forra Borra, 1975.
- La patacada, o lo Cid occitan, Forra Borra, 1982.
- O! Alienòr, o la republica di Picapoul , Forra Borra, 1983.
- Lo mal de Siset, farcejada medicala, Camins d'Estiu, FR3, 1985.
- Ravalhac, farcejada istoric, FR3, 1986.

Partecipazione a recensioni
- Articoli e comunicazioni in: Altrimenti, Per Noste, Òc, L'Esquilon, Sud-Ouest, Cahiers d'Études Cathares ...

Dischi
- Jansemin, letra a Silvan Dumont, Mos Sovenirs, Cap-e-Cap, 1972.
- Una propensione a dire, Revolum, 1979.
- Jansemin-Esquieu, Revolum, 1981.
- Mos sovenirs-Letra a S. Dumon, Revolum, 1982.
- Contes de las doas bocas, con Teresa Duverger, CRDP, Tolosa, 1993.
- Nuèit contarèla, La Nuit aux Contes, con Teresa Duverger, 1996.

TV
- Parlar occitano, in collaborazione con il gruppo docente, 75 programmi.
- Istòrias d'Aquitania, Histoires d'Aquitaine, con Jacmelina, Bernat, E. Fraj e JC Pertuzé, Joan lo Bracièr de Pena, L'imprevist de Biron, La domaisèla, Amor de luenh . FR3-Aquitania, 1985-1987.

Animazioni
- dal 1960 eventi e serate, ovunque in Occitania.
- dal 1988, Contes de las doas boca s, serate di narrazione, con Teresa Duverger.
- dal 1993, attività occitane per le lezioni: Las Asenadas de Batiston .
- 40 canzoni eseguite da: Gui Corrèjas-Clerc, Peir-Andreu Delbeau, Josiana Vincenzutto, Eric Fraj, Jacmelina, Latornariá, Los de Larvath, Paraula.

Altre attività occitaniste
- presidente cofondatore: Premio Panoccitano Paul Froment, Penne d'Agenais, dal 1972.
- cofondatrice e presidente di Escòla occitana d'Estiu, 1974-1995.
- direttore del Centro culturale occitano di Piquepoul 47340 Hautefage.
- direttore: Camins d'Estiu, 1975-1996.
- ex membro dell'ufficio IEO
- Premio Jansemin d'Argent, 1975, Premio Auguste Fourès, 1988, Giochi floreali di Tolosa.
- responsabile delle edizioni Forra-Borra ed EOE, 245 titoli pubblicati dal 1971 al 1996.